# Gare de Canzo-Asso
La gare de Canzo-Asso (en italien, Stazione di Canzo Asso) est une gare ferroviaire italienne de la ligne de Milan à Asso, située à Asso sur le territoire de la commune de Canzo, dans la province de Côme en région de Lombardie.
Mise en service en 1922, c'est une gare de LeNord desservie par des trains régionaux R.

## Situation ferroviaire
Établie à environ 386 mètres d'altitude, la gare terminus de Canzo-Asso est située au point kilométrique (PK) 50 de la ligne de Milan à Asso, après la gare de Canzo.
Terminus de la ligne, section à voie unique, elle dispose de trois voies en impasses à quai et de plusieurs voies de service.

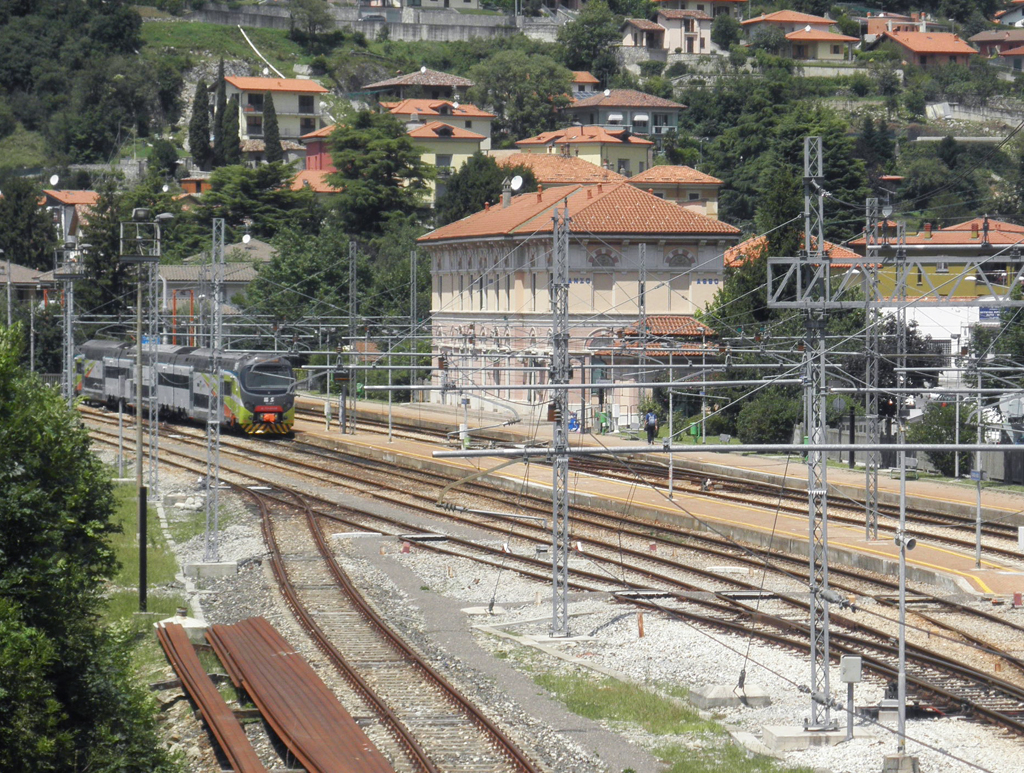
Intérieur de la gare terminus de la ligne (2011).

## Histoire
La gare de Canzo-Asso est mise en service le 16 juin 1922, lors de la mise en service du dernier prolongement de la ligne.

## Service des voyageurs

### Accueil
Gare LeNord, elle dispose d'un bâtiment voyageurs, avec un guichet. Elle est équipée d'un automate pour l'achat de titres de transport et propose un service pour les personnes à la mobilité réduite. Un bar est installé dans la gare.

### Desserte
Canzo-Asso est desservie par des trains régionaux de la relation Milan-Cadorna - Canzo-Asso

### Intermodalité
Un parking pour les véhicules y est aménagé. Elle est desservie par des cars.

## Patrimoine ferroviaire
Le bâtiment voyageurs d'origine, de style Art nouveau, est toujours utilisé pour le service ferroviaire.